# Glenochrysa splendida
Glenochrysa splendida är en insektsart som först beskrevs av Van der Weele 1909.  Glenochrysa splendida ingår i släktet Glenochrysa och familjen guldögonsländor.

## Underarter
Arten delas in i följande underarter:
- G. s. lucasseni
- G. s. timorensis
- G. s. splendida
- G. s. tenera